# Доркас Гонорабль
Доркас Гонорабль, до шлюбів Есоп (1770 – 1855) — індіанка з народу вампаноагів, остання корінна жителька острова Нантакет (біля східного узбережжя США, штат Массачусетс) та остання носійка массачусетської мови.

## Біографія
Народилася близько 1770 року. Доркас Есоп була дочкою Сари Ташами Есоп, дочки Бенджаміна Ташами. Її дідусь Бенджамін був учителем і проповідником, який навчав дітей вампаноагів. За 10 років до народження Доркас хвороба, яку занесли європейці, вбила 222 із 358 вампаноагів на Нантакеті.
Доркас Есоп була в кількох шлюбах. У 1792 році Доркас Есоп була одружена з Ісааком Фріменом, але до 1800 року Доркас, швидше за все, повернулася жити до своєї матері Сари, оскільки перепис 1800 року показує, що Сара вела домогосподарство з двох людей. Доркас одружилася у 1801 році з Біллом Вільямсом, у 1808 році — Генрі Мурсом, в 1817 — з Джоном Сіпом і в 1820 році — з Томасом Гонораблем. Залишається незрозумілим, були чоловіки Доркас індіанцями чи європейцями. Також незрозуміло, чому Доркас так багато разів одружувалася протягом тридцяти років.
Деякі історичні записи вказують на те, що її четвертий чоловік Джон Сіп став жертвою жорстокого нападу у Новій Гвінеї.
Доркас мала єдину відому дитину від Томаса Гонорабля, дочку Еммелін. Доркас і Томас Гонорабль жили в Новій Гвінеї, але у 1850 році повернулися до Нантакета. Приблизно в той час Доркас овдовіла. Вона прожила решту життя в домогосподарстві Тадея Коффна на Нантакеті.
Доркас належала до баптистської церкви. Померла в перших місяцях 1855 року. Вона стала останньою корінною мешканкою Нантакета.